# Campionati del mondo di aquathlon del 2001
I Campionati del mondo di aquathlon del 2001 (IV edizione) si sono tenuti a Edmonton, Canada in data 18 luglio 2001.
Nella gara maschile ha vinto lo spagnolo Iván Raña, primo europeo a vincere l'oro, mentre in quella femminile la statunitense Siri Lindley.

## Risultati

### Élite uomini
| Pos. | Nome             | Paese         | Totale   |
| ---- | ---------------- | ------------- | -------- |
|      | Iván Raña        | Spagna        | 00:23:09 |
|      | Richard Stannard | Regno Unito   | 00:23:10 |
|      | Filip Ospalý     | Rep. Ceca     | 00:23:14 |
| 4    | Joe Umphenour    | Stati Uniti   | 00:23:19 |
| 5    | Nathan Richmond  | Nuova Zelanda | 00:23:23 |
| 6    | Luke Harrop      | Australia     | 00:23:27 |
| 7    | Csaba Kuttor     | Ungheria      | 00:23:28 |
| 8    | Michael Smedley  | Stati Uniti   | 00:23:29 |
| 9    | Eneko Llanos     | Spagna        | 00:23:31 |
| 10   | Xavier Lobot     | Spagna        | 00:23:36 |

### Élite donne
| Pos. | Nome              | Paese         | Totale   |
| ---- | ----------------- | ------------- | -------- |
|      | Siri Lindley      | Stati Uniti   | 00:25:09 |
|      | Rina Hill         | Nuova Zelanda | 00:25:27 |
|      | Sheila Taormina   | Stati Uniti   | 00:25:36 |
| 4    | Felicity Abram    | Australia     | 00:25:47 |
| 5    | Melissa Ashton    | Australia     | 00:25:57 |
| 6    | Steph Forrester   | Regno Unito   | 00:26:14 |
| 7    | Meike Suys        | Belgio        | 00:26:23 |
| 8    | Jill Savege       | Canada        | 00:26:27 |
| 9    | Machiko Nakanishi | Giappone      | 00:26:33 |
| 10   | Sara McLarty      | Stati Uniti   | 00:26:49 |

### Medagliere
| Pos. | Paese         | Oro | Argento | Bronzo |   |
| ---- | ------------- | --- | ------- | ------ | - |
| 1    | Stati Uniti   | 1   | 0       | 1      | 2 |
| 2    | Spagna        | 1   | 0       | 0      | 1 |
| 3    | Regno Unito   | 0   | 1       | 0      | 1 |
| 4    | Nuova Zelanda | 0   | 0       | 1      | 1 |
| 4    | Rep. Ceca     | 0   | 0       | 1      | 1 |